# Margareta Kępińska Jakobsen
Margareta Kępińska Jakobsen (ur. 19 października 1941 w Zawadzie) – polska prawniczka, działaczka społeczna, współzałożycielka Duńskiego Komitetu Helsińskiego Praw Człowieka, zaangażowana m.in. w prace związane z reformą polskiego systemu penitencjarnego.

## Życiorys
W latach 1958–1963 odbyła studia prawnicze i ekonomiczne na Wydziale Prawa i Ekonomii Uniwersytetu Adama Mickiewicza w Poznaniu (praca magisterska z zakresu prawa międzynarodowego).
W latach 1963–1965 odbyła aplikację sędziowską w Sądzie Wojewódzkim w Poznaniu. W lipcu 1965 wyemigrowała do Danii. Podjęła pracę w Bibliotece Królewskiej w Kopenhadze, w której pracowała do 1968 roku. Równocześnie w latach 1966–1971 studiowała w Instytucie Słowiańskim Uniwersytetu Kopenhaskiego (studia językowe). W okresie 1971–1977 studiowała z kolei w Instytucie Europy Wschodniej Uniwersytetu Kopenhaskiego, w którym następnie do 1987 roku była asystentka, a później nauczycielka akademicka.
W roku 1977 złożyła egzamin państwowy na Wydziale Lingwistyki Stosowanej w Copenhagen Business School i otrzymała tytuł Tłumacza Królewsko-Prawnego języka polskiego i duńskiego.
W roku 1986 otrzymała stypendium naukowe Fundacji Carlsberga na badania Prawo, jako instrument presji politycznej, kontynuowane w Instytucie Praw Człowieka przy Uniwersytecie Kopenhaskim (1987), a następnie w Instytucie Kryminologii Uniwersytetu Kopenhaskiego (1988-1989). W latach 1989–2006 była równocześnie etatową pracowniczką akademicką i kierowniczką programów Komitetu Helsińskiego.
Od czasu studiów łączyła działalność naukową z aktywnością społeczną. W latach 1967–1970 pracowała w Komitecie Pomocy Uchodźcom Politycznym. Od 1980 r. organizowała pomoc humanitarną dla Polski i pomoc dla opozycji politycznej. Działalność ta była kontynuowana i sformalizowana w powołanej w 1986 r. organizacji pomocy „Solidarni z Polską”. Organizowała pomoc dla Hospicjum Palium, powstającego w Poznaniu i dla Domu Opieki „Złota Jesień” w Gdańsku.
Należała do grupy założycieli w 1985 r. Duńskiego Komitetu Helsińskiego Praw Człowieka, w którym pracuje do dziś jako wolontariuszka i kierowniczka projektów. Przez wiele lat aktywnie uczestniczyła w działalności organizacji społecznych i polonijnych w Danii, jak Towarzystwo Kultury Polskiej, Towarzystwo Przyjaźni Polsko-Duńskiej, w którym pełniła funkcję sekretarza.
W ramach Komitetu prowadziła monitoring łamania praw człowieka w Polsce, zwłaszcza w zakresie wymiaru sprawiedliwości i więziennictwa. Na początku 1989 roku wraz z dyrektorem duńskiego Departamentu Więziennictwa i Probacji i przy udziale Polskiego Komitetu Helsińskiego przeprowadziła monitoring polskich więzień. W następstwie monitoringu Duński Komitet Helsiński przy współpracy z duńskim Departamentem Więziennictwa i Probacji rozpoczął na szeroką skalę prace związane z reformą polskiego systemu penitencjarnego i kodeksu karnego wykonawczego. Między innymi ze środków duńskiego Funduszu Demokratyzacji współorganizowała w Danii szkolenia i seminaria dla funkcjonariuszy więziennictwa, kadry kierowniczej oraz kuratorów sądowych i polityków. Po roku 1994 podobnymi działaniami objęto również przestępczość nieletnich, w tym formy karania, standardy w pogotowiach opiekuńczych i zakładach poprawczych, działalność prewencyjną i współpracę z władzami socjalnymi, kuratorami sądowymi i organizacjami pozarządowymi. W sumie zorganizowała w Danii szkolenia i seminaria dla około 24 grup liczących od 20 do 28 osób.
Od połowy lat 90. XX wieku programy te rozszerzono na Kraje Bałtyckie. Uczestniczący w nich Polacy odgrywali już role „ekspertów”, dzieląc się z Bałtami swoimi doświadczeniami. Wiele seminariów i konferencji odbywało się nie tylko w Danii i Polsce, ale również w trzech stolicach Krajów Bałtyckich. Za tę działalność otrzymała wysokie odznaczenia Republiki Estonii (Pro Lex et Jus w roku 2003), Republiki Łotwy (Order Lacplesis – Order Niedźwiedzia w roku 2000) oraz Medal Parlamentu Litwy (w 2005).
Przykładając dużą wagę do współpracy wymiaru sprawiedliwości z organizacjami pozarządowymi podejmowała inicjatywy rozpowszechnienia w Polsce duńskiego modelu „Szkoły Kofoeda”- tj. Instytutu Pomocy Społecznej i Resocjalizacji. W Polsce powstały cztery takie „szkoły” (Siedlce, Poznań, Warszawa i Śląsk Cieszyński). Poza Polską placówki takie powstały także w Czechach, Estonii, Bułgarii, Rumunii, na Litwie i Ukrainie, a także w Armenii. Wszystkie współpracują z wymiarem sprawiedliwości przy orzekaniu kar wolnościowych. Środki na tę działalność zdobywała w funduszach duńskich i europejskich.

## Nagrody i odznaczenia
W Polsce została uhonorowana następującymi odznaczeniami:
- Krzyż Komandorski Orderu Zasługi RP (1999 r.)
- Złoty Krzyż Zasługi za działalność humanitarną i na rzecz praw człowieka nadanym przez Prezydenta RP na Uchodźstwie Ryszarda Kaczorowskiego (1990 r.)
- Odznaka Honorowa PCK II stopnia za pomoc humanitarną (1984 r.)
- Odznaka Honorowa Miasta Poznania za pracę humanitarną (1984 r.)
- Złota Odznaka Orderu Zasługi PRL (klasa IV – 1989 r.)
- Medal Honorowy Polonia Semper Fidelis (1999 r.)
- Medal honorowy Ministerstwa Sprawiedliwości za zasługi dla wymiaru sprawiedliwości (2002 r.)
- Medal Lex Veritas Iustitia (2012 r.)[7] i łańcuchem Honorowego Sędziego RP (2006 r.)
- Medal Zasłużonego Obywatela Miasta Poznania (2006 r.)[8]
- Srebrna Odznaka „Za zasługi w pracy penitencjarnej” (2012 r.)[9]
- honorowe medale Senatu RP i Sejmu RP, medale miast Siedlce, Płocka, Grójca i wiele dyplomów uznania i zasługi.